# مارسين هيلد
مارسين هيلد (بالإنجليزية: Marcin Held؛ مواليد 18 يناير 1992) هو مُقاتل فنون قتالية مختلطة بولندي.

## وصلات خارجية
- مارسين هيلد على موقع يو إف سي (الإنجليزية)
- مارسين هيلد على موقع بيلاتور (الإنجليزية)
- مارسين هيلد على موقع شيردوغ (الإنجليزية)
- مارسين هيلد على موقع IMDb (الإنجليزية)